# Auditiv perception
Auditiv perception betyder bredt hørelse, dvs. sansning af lyd. Ofte hentyder ordet kun til den proces, der følger efter selve sansningen. Sansningen der foregår i øret består af opfangelsen af lydbølger.
Lydperception består i fortolkning og bearbejdning af sansedata, ud fra såkaldte cues. Ud fra sansesdata foretages differentiering og lokalisering af lydkilder. Der er mange forskellige cues.
Et af de cues der hjælper ved lokalisering er interaurale forskelle i amplitude og tid. Det øre der er tættest på lydkilden rammes først og dette giver hjernen information om stedet. Samtidig falder amplituden inden den rammer det andet øre. Men er kilden lige bag ved eller foran er der ikke interaurale forskelle. Der hjælper så et andet cue: Lydbølgerne ændres når de rammer torso og hoved og herved kan hjernen skelne bølger, der kommer bagfra og bølger der kommer forfra. Denne spektrale transformation af lyden kaldes Head related transfer function.
De simpleste cues, der bruges for at adskille lydkilder fra hinanden er spatial og temporal separation, altså lydkilderne befinder sig forskellige steder, og giver lyd på forskellige tidspunkter. Andre cues er modulation, frekvens, harmonicitet og intensitet.